# Пауелл (Алабама)
Пауелл (англ. Powell) — місто (англ. town) в США, в окрузі Декальб штату Алабама. Населення — 901 особа (2020).

## Географія
Пауелл розташований за координатами 34°31′57″ пн. ш. 85°53′52″ зх. д. / 34.53250° пн. ш. 85.89778° зх. д. (34.532534, -85.897879).  За даними Бюро перепису населення США в 2010 році місто мало площу 12,85 км², уся площа — суходіл.

## Демографія
Згідно з переписом 2010 року, у місті мешкало 955 осіб у 332 домогосподарствах у складі 224 родин. Густота населення становила 74 особи/км².  Було 376 помешкань (29/км²).
Расовий склад населення:
| - 92,3 % — білих - 2,3 % — чорних або афроамериканців - 1,2 % — корінних американців - 0,4 % — вихідців з тихоокеанських островів - 1,5 % — осіб інших рас |

До двох чи більше рас належало 2,4 %. Частка іспаномовних становила 4,3 % від усіх жителів.
За віковим діапазоном населення розподілялося таким чином: 20,2 % — особи молодші 18 років, 67,2 % — особи у віці 18—64 років, 12,6 % — особи у віці 65 років та старші. Медіана віку мешканця становила 40,9 року. На 100 осіб жіночої статі у місті припадало 88,4 чоловіків;  на 100 жінок у віці від 18 років та старших — 86,8 чоловіків також старших 18 років.
Середній дохід на одне домашнє господарство  становив 49 451 долар США (медіана — 30 903), а середній дохід на одну сім'ю — 39 952 долари (медіана — 33 333). За межею бідності перебувало 31,5 % осіб, у тому числі 29,6 % дітей у віці до 18 років та 30,5 % осіб у віці 65 років та старших.
Цивільне працевлаштоване населення становило 358 осіб. Основні галузі зайнятості: виробництво — 42,2 %, освіта, охорона здоров'я та соціальна допомога — 15,9 %, мистецтво, розваги та відпочинок — 14,5 %.